# Benjamin Lewinski
Benjamin Lewinski   (Varsòvia, 25 de maig de 1916 - 1990) va ser un militar polonès i legionari estranger a la Segona Guerra Mundial.

## Biografia
Els seus pares, que parlaven ídix, van morir quan era petit, així que va viure amb una bestia a França a partir de 1925. A París va fer de peller. El juliol de 1936, als 20 anys, es va allistar per a lluitar contra els franquistes i s'adherí al partit marxista no estalinista del POUM juntament amb George Orwell. Com que tenia coneixements lingüístics i demostrava habilitats militars va ser ascendit per Georges Kopp a capità. L'octubre de 1936 fou ferit al front d'Osca.

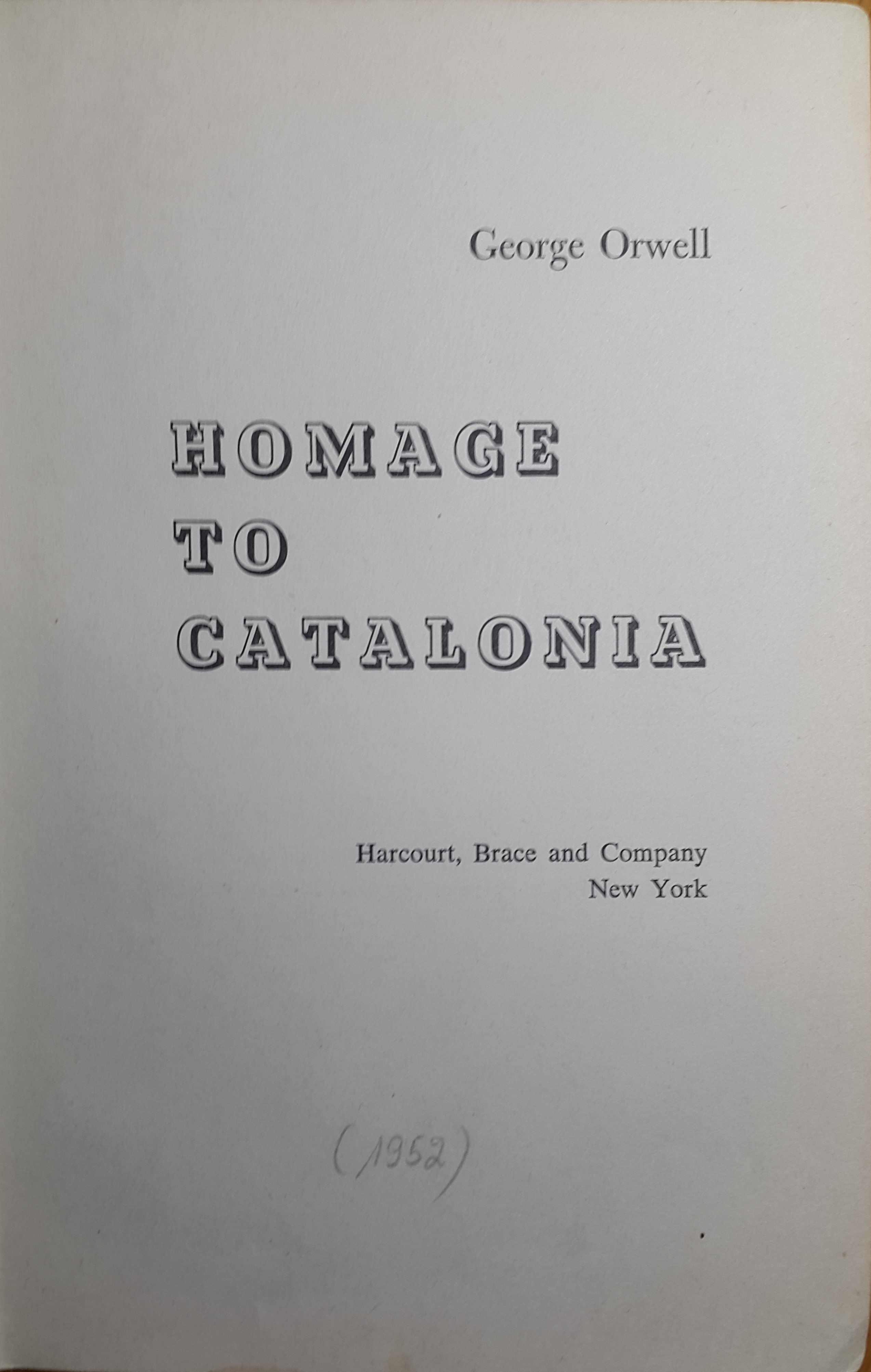
Homenatge a Catalunya (edició americana de 1952)

Lewinski va assumir una nova identitat de capità francès, Bernard Launoy, quan el POUM es va haver de dissoldre a Barcelona el maig de 1937, i es va oferir voluntari a les Brigades Internacionals per a lluitar a Albacete. El desembre de 1938 va tornar a França, on el consolat polonès li va denegar el passaport de manera que va esdevenir apàtrida.
Amb l'esclat de la Segona Guerra Mundial, es va oferir voluntari per al servei militar als Régiments de marche de volontaires étrangers i el 1940 va ser adscrit al Mandat francès per Síria i el Líban. Després de la victòria alemanya sobre França, les tropes franceses a Síria i al Líban van quedar subordinades al règim de Vichy, que estava obligat per l'acord d'armistici a fer costat al Reich alemany. Lewinski, que volia lluitar contra els nazis, va desertar, va fugir a Palestina el 1941 i es va allistar a la Legió estrangera francesa que va lluitar al bàndol aliat que romania a Qastina, prop de Haifa.
A principis de 1942, Lewinski va ser assignat al 8è Exèrcit del Regen Unit i va participar en els combats al nord d'Àfrica. Va formar part de la unitat francesa que va aturar l'avanç de l'Afrika Korps durant dues setmanes a la batalla de Bir Hakeim el 1942. A canvi, les tropes de l'Eix a Tunísia es van veure obligades a rendir-se a finals de 1942. La unitat de Lewinski va ser traslladada al sud de la França alliberada l'agost de 1944 i va ser desmobilitzat segons el contracte.

## Obra publicada
- Mémoires et témoignages. De la guerre d'Espagne à la guerre mondiale. In: Matériaux pour l'histoire de notre temps, n°6, 1986, S. 47–52.